# XVIII SS Korps

Het XVIII SS-Legerkorps (Duits: XVIII. SS-Armeekorps) was een Duits legerkorps van de Waffen-SS tijdens de Tweede Wereldoorlog.  

## Krijgsgeschiedenis XVIII SS-legerkorps
Het korps werd in december 1944 opgericht en bestond uit de restanten van drie reguliere infanteriedivisies van de Wehrmacht.  Het korps vocht als deel van het 19e Leger aan de bovenloop van de Rijn tussen Donaueschingen en Schaffhausen.  Het korps was niet betrokken bij grote operaties, maar beperkte zich tot schermutselingen.  Op 8 mei werd het korps ontbonden.

## Commandanten
| Rang                                                              | Naam             | Begin            | Eind                                | Opmerking |
| ----------------------------------------------------------------- | ---------------- | ---------------- | ----------------------------------- | --- |
| SS-Gruppenführer en Generalleutnant in de Waffen-SS en de politie | Heinz Reinefarth | december 1944    | 11 februari 1945 - 12 februari 1945 | Het is twijfelachtig of Reinefarth het commando aan de Oberrhein innam. Reinefarth wordt wel genoemd als Aufstellungskommandeur (vrije vertaling: opstellingscommandant. |
| SS-Obergruppenführer en General in de Waffen-SS                   | Georg Keppler    | 12 februari 1945 | 26 april 1945 - 8 mei 1945          | |

## Stafchefs van het XVIII SS Korps
| Rang                                             | Naam         | Begin           | Eind       |
| ------------------------------------------------ | ------------ | --------------- | ---------- |
| SS-Brigadeführer en Generalmajor in de Waffen-SS | Peter Hansen | 5 februari 1945 | 8 mei 1945 |
| Oberstleutnant i.G.                              | Kurt Gerber  |                 |            |

Hoewel het korps op papier een onderdeel van de Waffen-SS was, bestond het enkel uit eenheden van de Wehrmacht.  De divisiecommandanten opereerden onafhankelijk en ze hielden niet of nauwelijks rekening met de opdrachten van hun SS-commandanten.